# Antonio Giuliano
Antonio Giuliano (Roma, 17 marzo 1930 – Roma, 16 giugno 2018) è stato un archeologo italiano, tra i maggiori della seconda metà del Novecento.

## Biografia
Allievo di Ranuccio Bianchi Bandinelli a Roma, proseguì gli studi presso la Scuola Archeologica di Atene e a Tübingen. Fu docente universitario dal 1967, prima a Genova e poi a Roma Tor Vergata. Diresse l'Istituto di Archeologia presso l'Università degli Studi di Genova e fu membro dell'Istituto Archeologico Tedesco. Contribuì negli anni '70 all'istituzione del Ministero per i beni culturali e alla fondazione della rivista Xenia.
Nel 1973 insieme a Ranuccio Bianchi Bandinelli pubblicò il volume Etruschi e Italici prima del dominio di Roma all'interno della collana Il mondo della figura ideata da André Malraux.
Fu autore di opere sul formalismo classico quali Storia dell'arte greca (1989); si interessò inoltre alla figura di Giacomo Leopardi.
Morì a Roma il 16 giugno 2018 dopo una breve malattia, lasciando i 4.600 volumi della sua biblioteca personale all'Accademia dei Lincei, di cui era membro.